# Jan Zdzisław Kasprzak

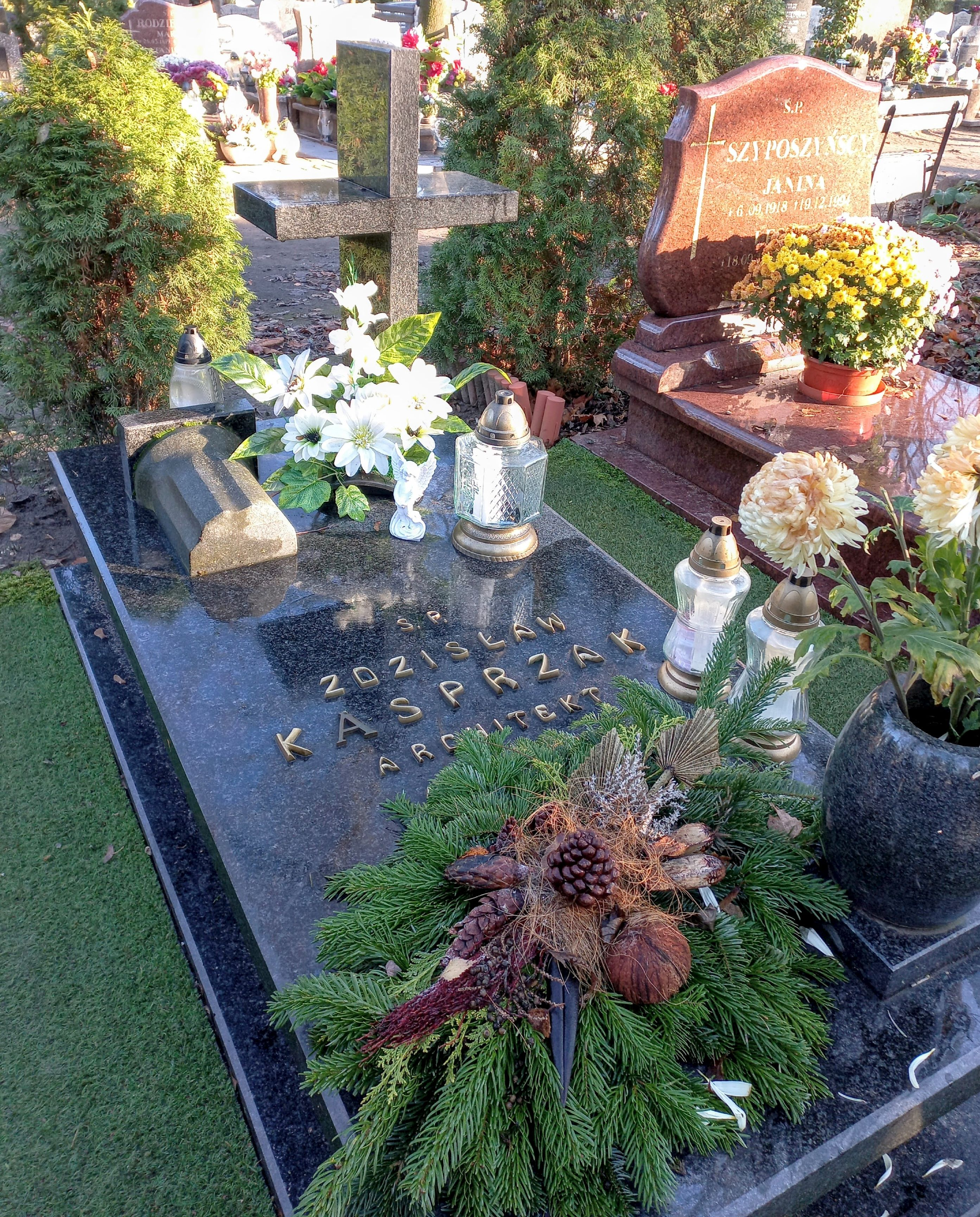
Grób Jana Z. Kasprzaka

Jan Zdzisław Kasprzak (ur. 11 sierpnia 1925 w Kaliszu, zm. 2 maja 1997 w Szczecinie) – polski architekt związany z powojennym Szczecinem.
Jan Kasprzak urodził się w rodzinie Stefana i Heleny z domu Marciniak jako najmłodsze z trojga dzieci. Szkołę podstawową i średnią ukończył w Kaliszu. W latach 1947–1951 odbył studia na Wydziale Architektury Szkoły Inżynierskiej w Szczecinie (od 1955 Politechnika Szczecińska), które ukończył z dyplomem inżyniera architekta. Po studiach, w końcu marca 1951 przeniósł się na stałe do Szczecina.
W latach 1952–1955 pracował w Banku Inwestycyjnym, a w latach 1955-1961 był inspektorem nadzoru i koordynatorem robót pozainwestycyjnych w  Zarządzie Portu Szczecin. Przez następnych 30 lat (1961-1991) był związany z BPBBO „Miastoprojekt” w Szczecinie, gdzie pracował kolejno jako asystent, projektant i kierownik zespołu. Wykonał wiele projektów architektonicznych na Pomorzu Zachodnim.
Jan Kasprzak został pochowany 9 maja 1997 na Cmentarzu Centralnym w Szczecinie (kw. 111B-1-01). Pozostawił żonę, Elżbietę Kasprzak z d. Ratajczyk.

## Wybrane projekty
- Osiedle „Kolejarz” w Szczecinie przy ul. 9 Maja na Wzgórzu Hetmańskim na Pomorzanach
- budynki mieszkalne w Szczecinie przy ulicach Mazurskiej 12 (1964)[9] i Śląskiej 35-36 (1965)
- wieżowiec przy ulicy Generała Ludomiła Rayskiego w Szczecinie 2-4 (1967) (wspólnie z Juliuszem Prandeckim i Henrykiem Nardym) – budynek ten został uznany jako „Wicemister Szczecina” '67[2]
- Dom Kultury Kolejarza „Hetman” (1971) (wsp. Maciej Prauziński)[6]
- Osiedle XXX-lecia i Osiedle Chopina w Stargardzie[1]
- Osiedle Matejki w Goleniowie, osiedla mieszkaniowe w Łobzie, Myśliborzu i Nowogardzie[1][2]
- plombowe budownictwo zakładowe przy ulicy Willowej w Szczecinie[8]
- osiedla Stare Miasto w Gryficach oraz w Pyrzycach[8]
- zabudowa Starego Miasta w Kamieniu Pomorskim[8]

## Zdjęcia

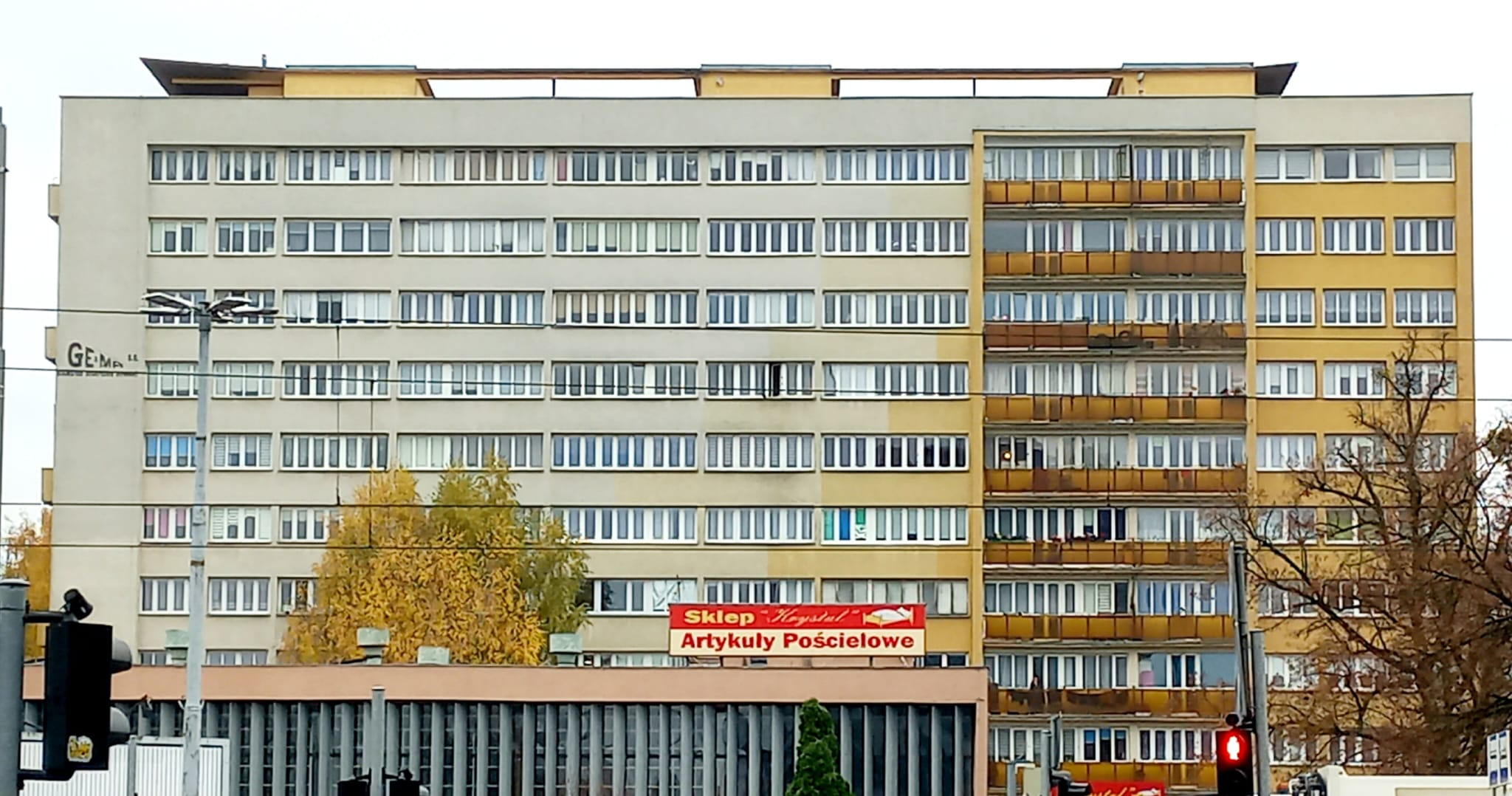
Budynek przy ulicy Rayskiego 2-4 w Szczecinie (od frontu)
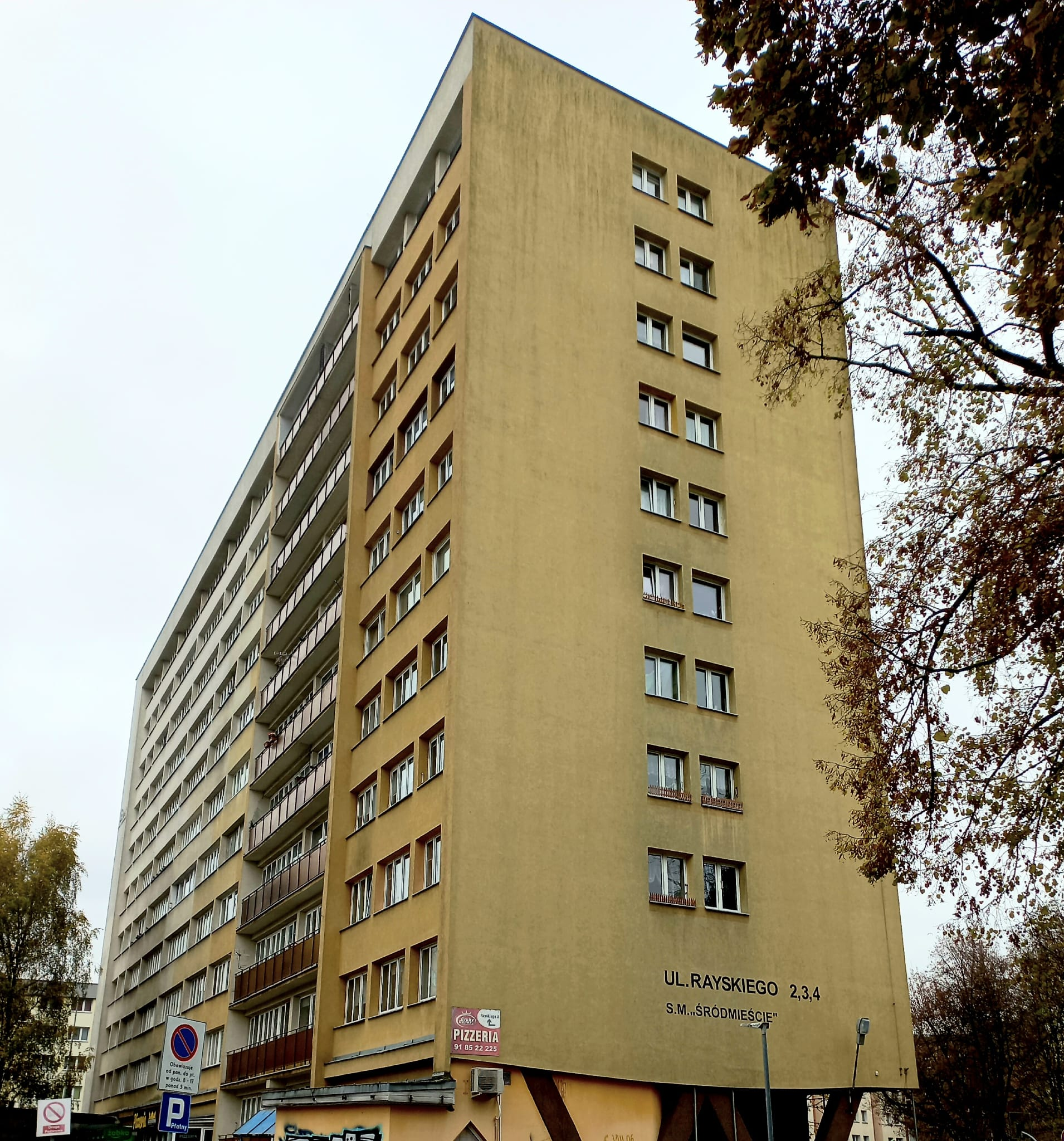
Budynek przy ulicy Rayskiego 2-4 w Szczecinie (z boku)
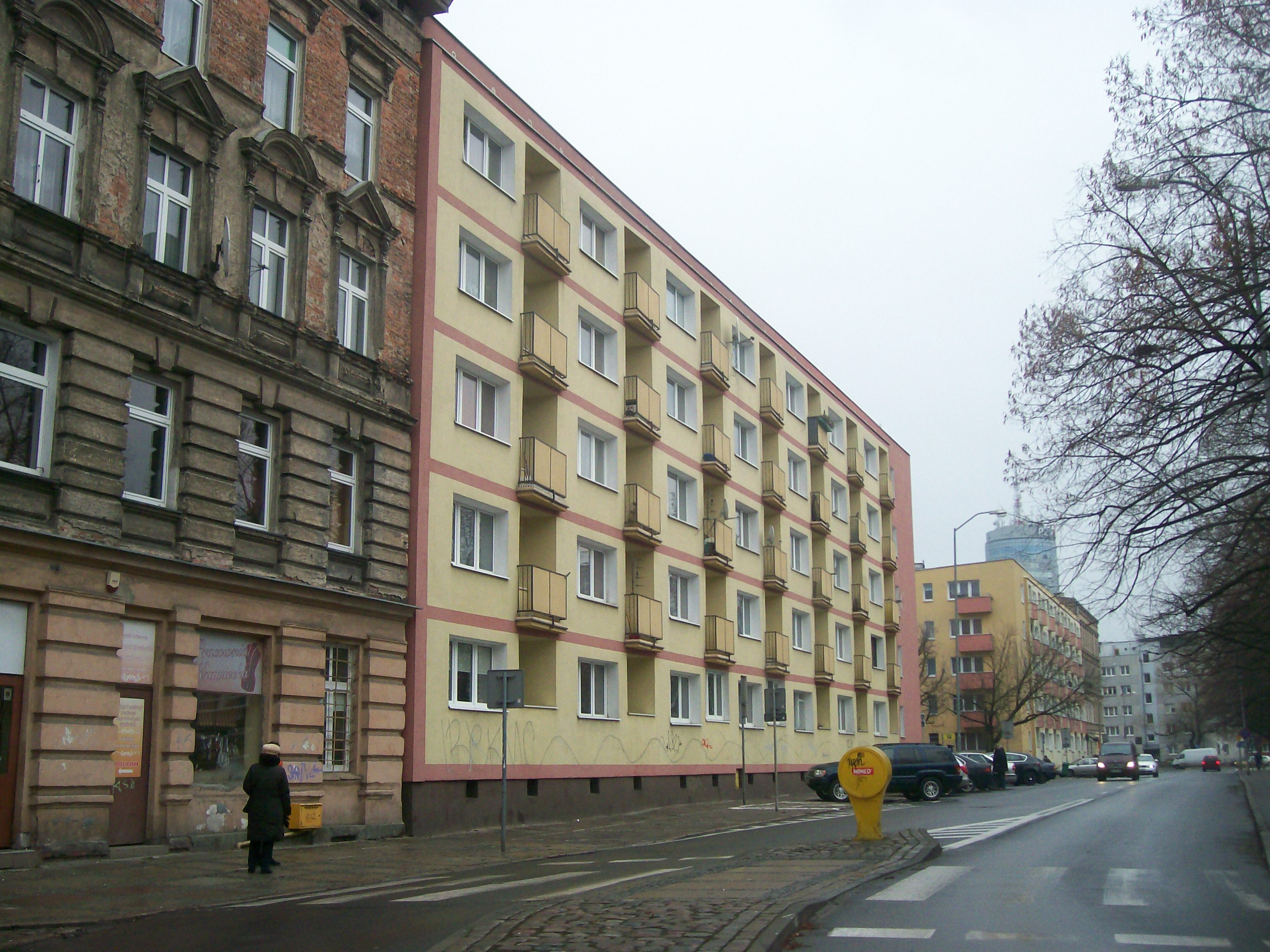
Blok przy ulicy Mazurskiej (za kamienicą)
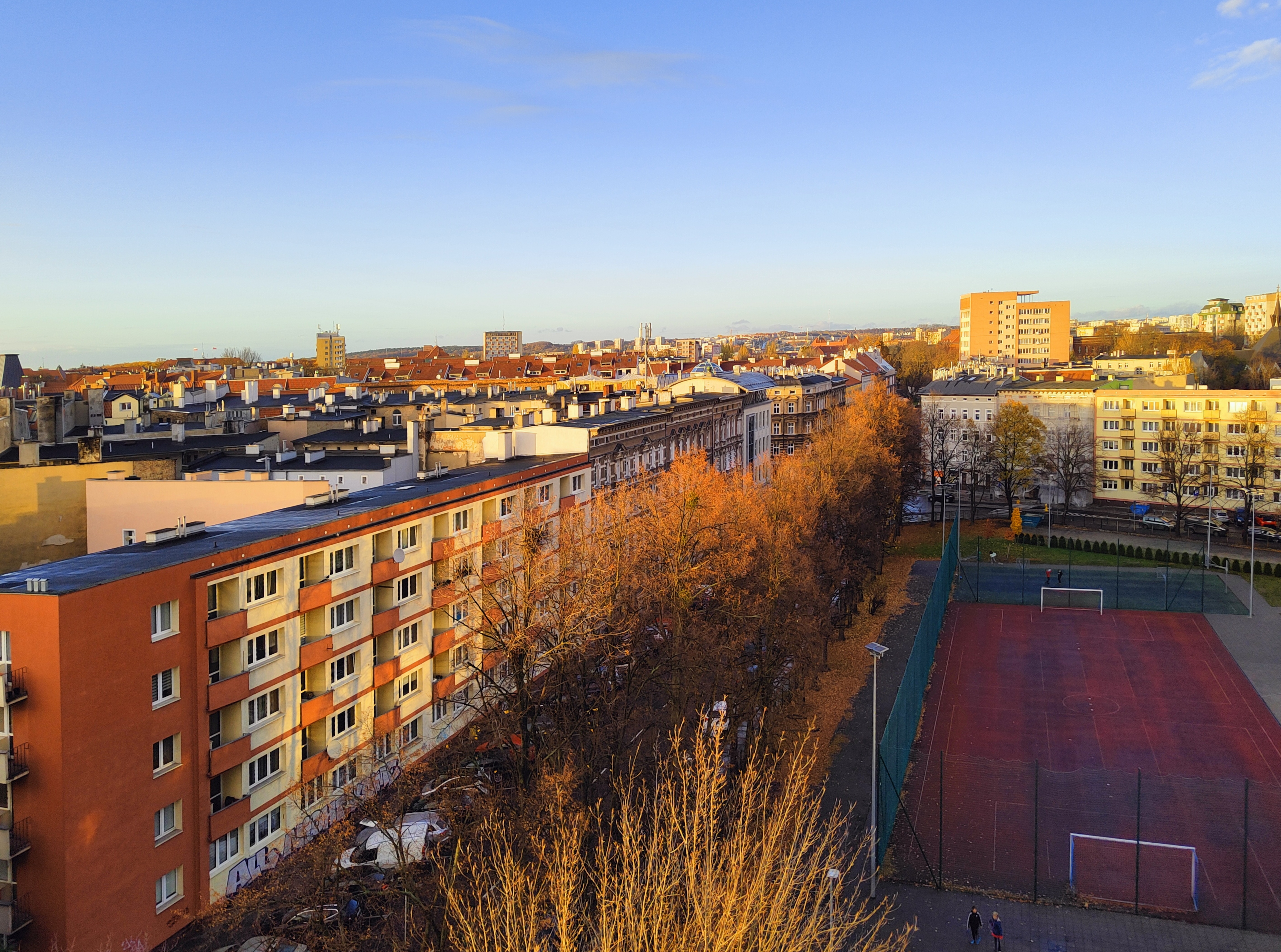
Blok przy ulicy Śląskiej